# ريهان كرجا
ريهان كرجا (بالتركية: Reyhan Karaca)‏ مطربة تركية (ولدت 8 نوفمبر 1970، إسطنبول)

## السنوات الأولى وتعليمها
بدأت ريهان كرجا حياتها الموسيقية في جوقة الأطفال بإسطنبول. وبعد ان أنهت دراستها الابتدائية في مدرسة الحربية، وفي ذلك الوقت فقد اكتشفت موهبتها الموسيقية، وبعد أن انهت المدرسة الابتدائية، وبعد فوزها بامتحانات الكونسرفتوار الدولة للموسيقى التركية بجامعة أسطنبول للتقنية، فقد استمرت في الدراسة في قسم التعليم الموسيقى والعزف. وقد تلقت تعليمها بالمرحلة الأعدادية، والثانوية، والجامعية في جامعة إسطنبول للتقنية.
وبعدها قامت بإنهاء دراستها بالماجستير في قسم موسيقي العلوم الاجتماعية بجامعة إسطنبول للتقنية مرة أخرى. وبعد أن تخرجت من الجامعة وبتعلمها الكمان لمدة 3 سنوات في كونسرفتوار الدولة بجامعة أسطنبول للتقنية، فقد بدأت بأعطاء الدروس، وتخطى كل الطلاب. وبالإضافة إلى ذلك ففي سنة خاصة في الثانوية فقد بدأت بتعلم الموسيقي في الكلية الخاصة لمدة عام.

## حياتها المهنية
بدأت أعمالها الموسيقية المهنية كفنانة معروفة بغناء موسيقى البوب التركية في عام 1987. وقد رافقها في طريق الغناء العديد من الأسماء الشهيرة في مجال الأصوات والغناء والعزف.وقد قامت بالغناء بمفردها بأغاني السولو في التصفيات التركية بمسابقة الغناء الأوروبية مع مليح كبار في عام 1988. وفي عام 1990 فقد بدأت بالغناء مع زرين أوزير، واستخدام الالات الموسيقية، وقد عملوا مع بعضهما البعض لمدة 7 سنوات.
وفي عام 1991 فقد قامت بعمل العديد من الأغاني المشتركة مع أيزيل وجان أوغورلور، وقد قاموا بتمثيل تركيا في مسابقة الغناء الأوروبية التي أقيمت في إيطاليا، وذلك بأغنية (دقيقتين) حيث كتبتها أيشل جوريل، ووضع موسيقتها شوكت أوغورلور. وقد حصلت تركيا في هذه المسابقة على المركز الثاني عشر، وهي من أفضل الدرجات من بين 44 درجة ومركز.
وعقب هذه المسابقة فقد قامت ريهان كرجا بالبدء بالتفكير بوضع ألبوم بمفردها، وفي عام 1993 فقد أصدرت أول ألبوم لها والمعروف بأسم (بداية)، وقد أنتج هذا الألبوم جارو مافيان، وأصدره. وفي عام 1995 فقد حققت أول خطواتها في النجاح الفعلي وذلك من خلال عملها لموسيقي مسلسل شجرة الظل، الذي يقوم ببطولته أيبدان شنير، تولجا سفاجى. وقد كانت كلمات الاغنية تابعة لأيسل جوريل، اما الموسيقى لفولكان جوجر، وقد بدأ النجاح بسبب كون أسم الأغنية يحمل نفس أسم المسلسل، وبدأ بلفت انظار الجميع. ومن هذا الوقت بدأ اسم ريهان كرجا في الانتشار، وبعدها بدأت بالتحضير لألبومتها بصورة كبيرة ليخرج في احسن صوره.
وفي 20 مايو 1997 فقد قامت ريهان كرجا بأصدار ألبومها الثاني وهو (احببنا)، وبدأت بالغناء به على المسرح، وقد حصل أسم الألبوم علي شعبية كبيرة في داخل البلاد وخارجها، وحصل في الأسبوع الذي صدر فيه الألبوم على المركز الأول في الراديو والتلفزيون، وحقق نسبة مبيعات كبيرة حطم بها الأرقام القياسية في هذه الفترة.
وقد حصلت الأغنية على جائزة من قناة ام تى في الأوروبية. وقد حصلت كرجا بألبوم (احببنا) على جائزة أفضل فنانة امرأة، وذلك من خلال جوائز الفديو بتلفزيون كرال، وذلك في تقييم الفنانين الذي وضعته القناة. وبالأضافة إلى ذلك فقد أصبح هذا الألبوم من أكثر الألبومات مبيعا، وأكثرهم مبيعا.
وفي 10 يناير 2000 فقد قامت الفنانة ريهان كرجا بأصدار ألبومها الثالث، والمعروف بأسم (سيكون يامان)، والذي نال أعجاب العديد من الموسيقيين، وقد قامت في هذا الألبوم بالتعامل مع كل من مصطفى صندال، فريدا أنيل ياركن، فياض كوروش، أيسل جوريل، اوزان شولكأوغلو، على جوفين، أورهان جنجباى، بوريتشن بربين، متين أوزلكو، ايدا أوزلكو، زينب تالو، ميرت أكرن، باريش أراى، أوزجور بولدوم.
وبوجود أغاني مثل (سيصبح يامان)، (لو ذهبت لن أذهب)، (بدونك) فقد قامت الفنانة ريهان كرجا بتصوريهم كفيديو كليب، ولكنها قامت بعد ذلك بعمل حذف للعديد من المقاطع من أغنية (عيناى).
وقد قامت الفنانة ريهان كرجا من خلال هذا الألبوم بتحقيق أرقام مبيعات كبيرة، وتحطيم الأرقام القياسية في سوق الأغاني، وقد كان من أكثر الألبومات نجاحا لها، والأكثرهم مبيعا.
وفي 19 مايو 2003 فقد قامت ريهان كرجا بأصدار ألبومها الرابع والذي عرف [اسم (على سبيل المثال)، وقد قامت في هذا الألبوم أيضا بالتعامل مع مصطفى صندال، فيردا أنيل ياركن، زينب تالو، سوده بيلجا دمير، أشكن تونا، كيريم أوكتن، فياض كوروش، كيفناش كا، جونت شاكين. وكان الألبوم يتكون من 11 أغنية، وقد كانت أكثر الأغاني نجاحا فيهم (على سبيل المثال، عيونى متجمدة، نفس المرأة، أنكر، حتى).
وفي عام 2005 فقد قامت باصدار ألبوم وهو عبارة عن ريمكس وتجميع لأربعة أغاني. وقد كانت الأغاني التي وضعتها (على سبيل المثال)، (انكر)، (حتى)، (أحببنا) وقامت بالغناء به على المسرح في حفلاتها، وقامت بعد ذلك بتوزيع الألبوم في الراديو، والنوادى الليلية.
وقد كانت من أكثر الأغاني التي لفتت إليها الانتباه كانت أغنية (حتى)، وقد كانت الأغنية الأكثر شهرة في قائمة الأغاني في النوادي الليلية، وقد كانت من أكثر الأغاني المطلوب تشغليها وسمعاها دائما.
وقد قامت ريهان كرجا بجانب أعمالها الموسيقية والغنائية، بأخد دروس التمثيل، وذلك من أجل تطوير قدرتها على التمثيل. وبالأضافة الي ذلك فقد اخذت دروس في الرقص مع تولجهان. وفي عام 2006 فقد لعبت ريهان دور البطولة في العديد من الأدوار، والتي قدمتها مع كل من فاتن شاشماز، مراد باراسيار، أسو مرالمان، أيدن تانسيل، بيلجين بينجو، شيدم تونوش، كرتال كان، مراد مصيرلى.
وفي 29 يونيو 2007 فقد قامت ريخان كرجا بأصدار ألبومها الثالث، وذلك مقدما للجمهور وقامت في هذا العمل بالتعاون مع زينب ديزدار، فتاح جان، متين أوزلكو، جنجو أرى. وقد قامت ريهان في هذا الألبوم بعمل ريمكس من خلال ثمانى أغاني، وقد قامت بعمل أغنيتين من الألبوم بأغنيه (امان، انا اقول).
وفي عام 2008 فقد قامت بتقديم برنامج خاص بها، في قناة خاصة حيث تحدثت فيه في موسم كامل عن أعمالها التمثيلية، بالردايو وكان اسم البرنامج التعليق الموقع.
وفي 16 سبتمبر 2009 فقد أصدرت أغنية منفردة ميكس عرفت باسم (الرجل الذي لا يعرف الحب). وقد صدرت بتأثير موسيقى سيهان المكونة من أغنيتين. وقد كان الكليب الأول لهذا الألبوم كانت أغنية (الرجل الذي لا يعرف الحب)، والذي قام بأخراجة سردار سيكى.
وفي 2009 فقد بدأت برنامج اذاعى في راديو الدنيا. وكان البرنامج يذاع مرة واحدة في الاسبوع كل يوم سبت حيث تقوم قيه ريهان كرجا بتقديم العديد من المواضيع المختلفة، واستضافة العديد من المشاهير المختلفة كل أسبوع. وبعد استمرار الألبوم لمدة 4 سنوات فقد تم انهاء البرنامج في 21 أكتوبر 2011 بسبب الاختلاف في الأراء السياسية براديو الدنيا.
وفي 8 أكتوبر 2010 فقد قامت بأصدار ألبوم ريمكس أخر منفرد بانتاج دي ام جى. وكان الإنتاج التنفيذي لهذا الألبوم لشهرزاد، اما تنظيمه فكان لأونور بتين. وقد كان يتكون الألبوم من 4 أغاني بنسخ مختلفة لكل من شهر زاد، بولنت ياتيش، ياسين كيلش، أوزان يلماز.
اما الأصوات في الألبوم فقد كانت لكمال دوغلو، على جوفين، شهرزاد، بولنت ياتيش.وقد قامت ريهان بتصوير كليبين من هذا الألبوم (مرة أخرى) والذي قام بأخرجاه صالح سنجين. وفي هذا الفيديو كليب قامت بالأتفاق مع على جوفين.
قد أنضمت ريهان كرجا أبنة احمد كرجا للتمثيل من خلال يشيلشام وذلك في عام 2011، وقد لعبت العديد من الادوار التمثيلية كضيف شرف في مسلسلات البحث عن المفقود التي عرضت بكانيت، وتي ار تي وكنال دى. وبجانب هذا فقد بدأت بتركيز أهتمامتها على مشروعات المسؤوليات الاجتماعية.
وفي عام 2012 فقد قامت كرجا بتكثيف أعمالها التمثيلية، حيث قامت بلعب دور البطولة في إحدى المسرحيات، وقد شاركها في البطولة العديد من الفنانيين المشهورين مثل عبد الله شاهين، ميرفت سيفى، أيبك تنريار، على يايلى، وأريم ميرجان، وذلك من خلال مسرحية كبارة والمعروفة باسم (موت، احيا الموتى) وذلك في كبينة المسرح التابعة لعبد الله شاهين.
وفي 6 يونيو 2012 فقد قامت بأصدار أغنية ماكس عرفت بأسم (الصيف)، وذلك بالتعامل مع أوسى ميوزيك. والذي قام بأنتاج هذا الألبوم هاكان ايرين، اما الأخراج الموسيقى فكان لألبر اتاكان.
وقد كان غلاف الألبوم (الحب هو الدولة الكبيرة)، وقد كان يوجد بها لحن ذكى جونير (انا واحيد لمائة سنة).
وفي 2013 فقد تم تأسيس أول أوركسترا في تركيا. وقد قامت ريهان كرجا بالمشاركة مع العديد من الفنانيين المشهورين بتقديم الموسيقى الخاصة والاحترافية إلى الاوركسترا، وقد تكونت من تجمع كل من هارون كولشاك، فيردا أنيل، متين أوزلكو، عاصم ايركن، حازم كورمكتشو، سيبال ألفاش، فياض كوروش.
وفي عام 2014 فقد قامت جيهان جوتشلو بوضع موسيقى، وكتابة أغاني الألبوم المكثف في الأوركسترا، وقد تم نشر هذا الالبوم من خلال شركة بساج للموسيقى، وعرف الألبوم باسم (هل دائما الألم ؟ والعائد إلى وكالة ألبر أتاكان)

## سيرتها الذاتية

### ألبوماتها
-البداية (1993)
-احببنا (1997)
-سيكون يامان (2000)
-على سبيل المثال (2003)
-امضاء (2007)

### الأغاني المنفردة
-الرجل الذي لا يعرف الحب (2009)
-مرة أخرى (2010)
-الصيف(2012)
-هل دائما قاسى؟ (2014)

## روابط خارجية
- ريهان كرجا على موقع IMDb (الإنجليزية)
- ريهان كرجا على موقع ميوزك برينز (الإنجليزية)
- ريهان كرجا على موقع أول ميوزيك (الإنجليزية)
- ريهان كرجا على موقع ديسكوغز (الإنجليزية)